# Schwarzach (Baden-Württemberg)
Schwarzach település Németországban, azon belül Baden-Württembergben. Lakosainak száma 2993 fő (2023. december 31.).

## Népesség
A település népessége az elmúlt években az alábbi módon változott:
| Lakosok száma | 2305 | 2878 | 2902 | 2928 | 3054 | 2993 |
|               | 1975 | 2017 | 2019 | 2021 | 2022 | 2023 |